# Te Deum

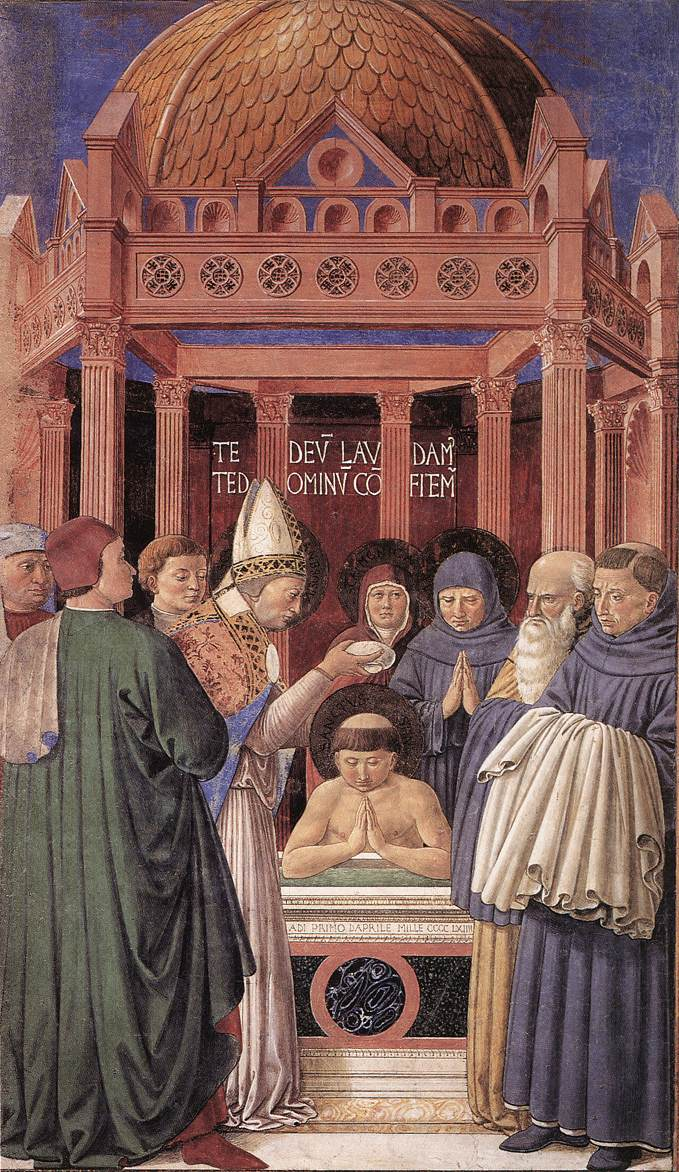
Taufe des Augustinus durch Bischof Ambrosius, bei der das Te Deum entstanden sein soll

Te Deum (von lateinisch Te Deum laudamus, deutsch Dich, Gott, loben wir) ist der Anfang eines feierlichen lateinischen Lob-, Dank- und Bittgesangs der christlichen Kirche. Es entstand wahrscheinlich im 4. Jahrhundert, der Verfasser ist unbekannt. Deutsche Übertragungen sind Herr Gott, dich loben wir (EG 191) von Martin Luther (1529), Großer Gott, wir loben dich (1768) (GL 380) sowie Dich, Gott, loben wir (1950) zum Gebrauch in der katholischen Liturgie.

## Aufbau
Der Form nach handelt es sich dabei weder um einen metrischen noch um einen akzentrhythmischen Hymnus, sondern um Prosa aus 29 ungebundenen Zeilen verschiedener Länge. Der Aufbau zeigt Parallelen zum Gloria in excelsis Deo.
Nach je mehreren Versen über Gott den Vater und Gott den Sohn folgen Psalmverse. Zentrales Thema ist die Vereinigung des Lobgesangs der himmlischen Heerscharen, der Apostel, Propheten, Märtyrer mit der ganzen Kirche zum himmlischen Lobgesang. Das Christuslob bezieht sich auf wesentliche Inhalte des Glaubensbekenntnisses und geht über in Bitten um Erbarmen und Erlösung sowie in Bekräftigungen der Glaubenszuversicht. Möglicherweise endete eine Urfassung mit Vers 21 (in gloria numerari [var. lect.: munerari]).

## Geschichte
Das Te Deum wird auch als ambrosianischer Lobgesang (Hymnus Ambrosianus) bezeichnet. Umstritten sind der ursprüngliche liturgische Ort (erwogen werden unter anderem: Teil einer Ostervigil, Herleitung von alten griechischen Abendhymnen) sowie die Verfasserfrage. Der mittelalterlichen Tradition (Erwähnung in Handschriften seit dem späten 8. Jahrhundert) zufolge schufen die beiden vom Heiligen Geist ergriffenen Heiligen Ambrosius von Mailand und Augustinus gemeinsam diesen Gesang: Als Augustinus als Erwachsener zu Ostern 387 in Mailand die Taufe empfing, habe Bischof Ambrosius diesen Hymnus angestimmt; Augustinus habe versweise darauf geantwortet. Auch weitere Autoren wie Hilarius von Poitiers werden gelegentlich genannt. In neuerer Zeit wird auch Niketas, der Bischof von Remesiana (um 400), als Verfasser vermutet, doch bleibt diese Zuweisung höchst ungewiss.

### Ursprünge
Die Bezeugung reicht bis ins frühe 6. Jahrhundert zurück. Ob die Entstehung darüber hinaus bis in die erste Hälfte des 4. Jahrhunderts, die Zeit des ambrosianischen Gesangs, von dem es sich in formaler Hinsicht jedoch grundlegend unterscheidet, zurückgeführt werden kann, bleibt ungewiss. Die heutige Form ist erstmals im Antiphonarium Benchorense von Bangor (Irland um 690) überliefert. In der handschriftlichen Überlieferung lassen sich drei Rezensionen, eine Mailänder, eine irische und eine mozarabische Version, voneinander abheben, die sich nicht nur durch ihre Lesarten (Varianten im Wortlaut), sondern auch durch ihren Versbestand voneinander unterscheiden. Seit dem 9. Jahrhundert sind Übersetzungen in Volkssprachen sowie metrische Versifikationen in lateinischer Sprache nachgewiesen.

### Übersetzungen ins Deutsche
Martin Luther hat das Te Deum neben dem Credo („Ich glaube“ – Anfang des Apostolischen beziehungsweise des parallel entwickelten Nizäno-Konstantinopolitanischen Glaubensbekenntnisses) und dem Quicumque („Wer da selig werden will“ – Anfang des Athanasischen Glaubensbekenntnisses) als das dritte Glaubensbekenntnis bezeichnet. Er übertrug 1529 den Text als gereimten Wechselgesang ins Deutsche (Herr Gott, dich loben wir) und vereinfachte die überlieferte gregorianische Melodie. 1768 wurde das Te Deum von Ignaz Franz nachgedichtet und wurde in dieser Fassung als Großer Gott, wir loben dich (Musik Wien, 1776) zum Kirchenlied. 1950 wurde das Te Deum von Romano Guardini durch eine maßgebliche Übersetzung erneut ins Deutsche übertragen und als Kontrafaktur mit der gregorianischen Melodie ins alte Gotteslob übernommen (GLalt 706).
Die Bedeutung des Te Deum als Danklied (pro gratiarum actione) „bei vielen Gelegenheiten (z. B. Abts- und Äbtissinnenwahlen, Bischofsweihe, Papstwahl, Königskrönung)“ führte zu seiner Verwendung als „akklamatorische Zustimmung“. Ab dem Barock wurde das Te Deum „für höfisches und staatliches Zeremoniell“ eingesetzt, wurde aber in Frankreich seit der Französischen Revolution durch die Marseillaise ersetzt.

## Text
Anhörenⓘ Te Deum – Tonus sollemnis
| Lateinisch | Deutsch |
| --- | --- |
| Te Deum laudamus. Te Dominum confitemur. Te aeternum patrem omnis terra veneratur. Tibi omnes Angeli, tibi caeli et universae potestates: Tibi cherubim et seraphim incessabili voce proclamant: Sanctus: Sanctus: Sanctus Dominus Deus Sabaoth. Pleni sunt caeli et terra maiestatis gloriae tuae. Te gloriosus Apostolorum chorus: Te prophetarum laudabilis numerus: Te martyrum candidatus laudat exercitus. Te per orbem terrarum sancta confitetur Ecclesia: Patrem immensae maiestatis: Venerandum tuum verum, et unicum Filium: Sanctum quoque Paraclitum Spiritum. Tu Rex gloriae, Christe. Tu Patris sempiternus es Filius. Tu ad liberandum suscepturus hominem, non horruisti Virginis uterum. Tu devicto mortis aculeo, aperuisti credentibus regna caelorum. Tu ad dexteram Dei sedes, in gloria Patris. Iudex crederis esse venturus. Te ergo quaesumus, tuis famulis subveni, quos pretioso sanguine redemisti. Aeterna fac cum sanctis tuis in gloria numerari. Salvum fac populum tuum Domine, et benedic haereditati tuae. Et rege eos, et extolle illos usque in aeternum. Per singulos dies, benedicimus te. Et laudamus nomen tuum in saeculum, et in saeculum saeculi. Dignare Domine, die isto sine peccato nos custodire. Miserere nostri, Domine, miserere nostri. Fiat misericordia tua Domine, super nos, quemadmodum speravimus in te. In te, Domine, speravi: non confundar in aeternum. Siehe auch: - Gotteslob Nr. 379 | (1. Die Schöpfung preist den dreifaltigen Gott) Dich, Gott, loben wir, dich, Herr, preisen wir. Dir, dem ewigen Vater, huldigt das Erdenrund. Dir rufen die Engel alle, dir Himmel und Mächte insgesamt, die Kerubim dir und die Serafim mit niemals endender Stimme zu: Heilig, heilig, heilig der Herr, der Gott der Scharen! Voll sind Himmel und Erde von deiner hohen Herrlichkeit. (2. Die Kirche preist den dreifaltigen Gott) Dich preist der glorreiche Chor der Apostel; dich der Propheten lobwürdige Zahl; dich der Märtyrer leuchtendes Heer; dich preist über das Erdenrund die heilige Kirche; dich, den Vater unermessbarer Majestät; deinen wahren und einzigen Sohn; und den Heiligen Fürsprecher Geist. (3. Lobpreis Jesu Christi) Du König der Herrlichkeit, Christus. Du bist des Vaters allewiger Sohn. Du hast der Jungfrau Schoß nicht verschmäht, bist Mensch geworden, den Menschen zu befreien. Du hast bezwungen des Todes Stachel und denen, die glauben, die Reiche der Himmel aufgetan. Du sitzest zur Rechten Gottes in deines Vaters Herrlichkeit. Als Richter, so glauben wir, kehrst du einst wieder. Dich bitten wir denn, komm deinen Dienern zu Hilfe, die du erlöst mit kostbarem Blut. In der ewigen Herrlichkeit zähle uns deinen Heiligen zu. (4. Bitten) Rette dein Volk, o Herr, und segne dein Erbe; und führe sie und erhebe sie bis in Ewigkeit. An jedem Tag benedeien wir dich und loben in Ewigkeit deinen Namen, ja, in der ewigen Ewigkeit. In Gnaden wollest du, Herr, an diesem Tag uns ohne Schuld bewahren. Erbarme dich unser, o Herr, erbarme dich unser. Lass über uns dein Erbarmen geschehn, wie wir gehofft auf dich. Auf dich, o Herr, habe ich meine Hoffnung gesetzt. In Ewigkeit werde ich nicht zuschanden. (Übersetzung nach Romano Guardini, 1950) Siehe auch: - Großer Gott, wir loben dich GL 380 (alt: 257), EG 331 (strophische Nachdichtung von Ignaz Franz, 1771) |

## Verwendung
In der Lesehore des Stundengebets an Sonntagen außerhalb der Fastenzeit, in den Oktaven von Weihnachten und Ostern, an Hochfesten und Festen folgt nach dem Responsorium der zweiten Lesung das Te Deum. Darüber hinaus erklingt es auch in Gottesdiensten, in denen zur Danksagung Anlass gegeben ist, wie etwa nach Prozessionen und Weihehandlungen, früher auch häufig nach Königs- und Kaiserkrönungen.
Im Mittelalter wurde das Te Deum außerdem im großen Marienofficium gebraucht. Auch das seltener belegte Passionsofficium eines Pseudo-Bonaventura stimmte einleitend das Te Deum an. Erstmals belegt ist das Te Deum im sogenannten Ratold-Ordo, der um 980 angesetzt wird. Das Volk zog hiernach zu Beginn der Königserhebung in die Kirche und stimmte das Te Deum als Ausdruck der Zustimmung an, während der künftige König von zwei Bischöfen zum Altar geleitet wurde und sich dort bis zum Ende des Gesangs niederstreckte. Das Te Deum wurde, so zumindest der Chronist Bruno von Merseburg in Saxonicum Bellum, neben dem Kyrie eleison auch von den Truppen Heinrichs IV. nach einem Sieg in den Sachsenkriegen um 1080 gesungen.
Ein weiteres Mal findet sich das Te Deum im so genannten Ordo von Arras, einer Mischung aus dem Mainzer Ordo und dem Ratold-Ordo aus der ersten Hälfte des 11. Jahrhunderts. Nach der Thronsetzung versprach der König dem Erzbischof, für das Volk Frieden zu halten, es zu beschützen und ihm gegenüber ein gerechter Richter zu sein. Nach der Entgegennahme der Gratulation des Klerus und dem Friedenskuss erklang das Te Deum, ehe eine große Prozession die eigentliche Krönungsmesse einleitete. Ganz ähnlich wird der Ablauf im sogenannten Ordo von Saint-Bertin (um 1150/1200 entstanden) und im sogenannten Ordo von 1200 wiedergegeben. Für die Kaiserkrönung von 1529 heißt es, dass die Laterankanoniker das Te Deum anstimmten, als der Kaiser ihre Kirche in Besitz nahm, indem er dort die Messe feierte. Bei solchen Anlässen werden dann häufig auch das Vollgeläut der Kirche sowie alle Altarschellen geläutet.
Insbesondere nach einer Papstwahl wird von den stimmberechtigten Kardinälen das gregorianische Te Deum gesungen oder gebetet. 
Als Elisabeth von Thüringen im Spätherbst 1227 die Wartburg verließ, ließ sie ein Te Deum singen.
Es gibt viele Vertonungen, meist des lateinischen Textes, die weltweit im Rahmen von Konzerten vorgetragen werden (siehe Liste der Vertonungen des Te Deum).
Das Te Deum wurde in zunehmendem Maße von der Politik vereinnahmt. Schließlich galt es nicht mehr allein der Ehre Gottes, sondern mehr dem Ruhme eines Herrschers, oder der Hymnus erklang anlässlich von Siegesfeiern.
Die Glocken von Kirchen sind häufig in den Anfangstönen (e–g–a) des gregorianischen Te Deum gestimmt („Te-Deum-Geläut“).
Liveübertragungen der European Broadcasting Union werden mit dem Beginn der Einleitung zum Te Deum des französischen Komponisten Marc-Antoine Charpentier eingeleitet.
Der Schriftsteller Robert Hohlbaum hat eines seiner Werke (1950) Tedeum genannt.

### Gregorianischer Choral

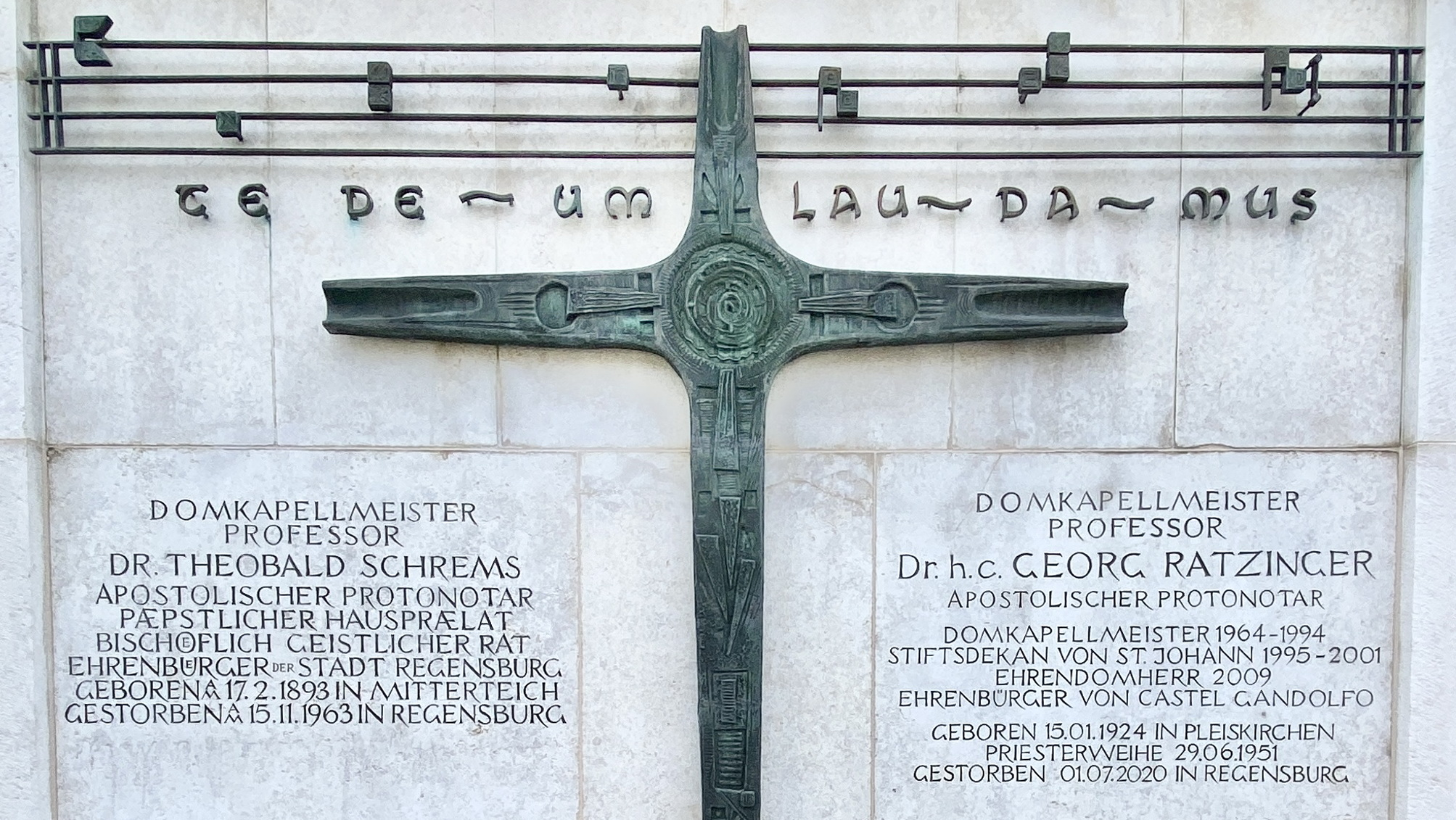
Der Anfang des gregorianischen Te Deum auf dem Grabmal der ehemaligen Regensburger Domkapellmeister Theobald Schrems und Georg Ratzinger

Beim Gregorianischen Gesang sind mehrere Melodien des Te Deums überliefert, darunter auch im Tonus sollemnis („feierlicher Ton“) und vereinfacht im Tonus simplex („schlichter Ton“). Diese Gesänge beginnen alle mit der Tonfolge e-g-a und sind weitgehend im dritten Modus notiert. Im Mittelteil und am Schluss treten jedoch auch einige Verse im verwandten vierten Modus auf, bei dem die Melodie auch unter den Anfangs- und Schlusston e fällt.
Die frühesten mehrstimmigen Fassungen stammen aus dem 13. Jahrhundert, spätere aus dem 15. und 16. Jahrhundert. Sie wurden im Wechsel zwischen Gemeinde und Chor gesungen. Allen diesen Stücken lag die ursprüngliche Choralmelodie als Cantus Firmus zugrunde. Berühmte Komponisten aus allen Zeiten haben das Te Deum vertont (siehe Liste der Vertonungen des Te Deum).

### Renaissance, Barock, Klassik, Romantik und Moderne
Unter den Komponisten der Neuzeit schrieb Giovanni Pierluigi da Palestrina erstmals im 16. Jahrhundert ein Te Deum.
In der Barockzeit nahm das Te Deum eine wichtige Funktion in der höfischen Repräsentation ein. Dies zeigt sich unter anderem in den prunkvollen Kompositionen von Jean-Baptiste Lully als Hofkomponisten von Ludwig XIV. sowie Marc-Antoine Charpentier (H. 145, 146, 147, 148). Es sind auch mehrere Werke vom Wiener Hof bekannt, etwa das Krönungs-Te-Deum von Johann Joseph Fux oder das Te Deum in D-Dur von Marc’Antonio Ziani. Von Georg Friedrich Händel stammen gleich sechs Vertonungen des Textes.
Auf der Basis von Martin Luthers deutscher Textfassung Herr Gott, dich loben wir entstanden in der lutherischen Kirchenmusik zahlreiche Bearbeitungen, u. a. von Heinrich Schütz (SWV 472) und von Johann Sebastian Bach (Kantate Herr Gott, dich loben wir, Eingangschor). In der Wiener Klassik schrieben sowohl Joseph Haydn als auch Wolfgang Amadeus Mozart ein Te Deum mit wiederum lateinischem Text. In der Romantik begannen Komponisten, sich dieser Werkgattung als nahezu säkularem Text zu widmen. Zu ihnen gehören der Tscheche Antonín Dvořák, die Franzosen  Georges Bizet und Hector Berlioz sowie der Italiener Giuseppe Verdi, dessen Te Deum einen gewissen Sonderstatus einnimmt; es ist der vierte Teil der Quattro pezzi sacri. Mit diesem Werk etablierte sich das Te Deum endgültig als reines Konzertstück ohne die Bindungen an die christliche Liturgie.
Eines der populärsten und vielleicht das am meisten aufgeführte sowie auf Tonträger aufgenommene Te Deum schrieb der Österreicher Anton Bruckner, der es auch für den Zweck von Konzertaufführungen bestimmte (als Ersatz für einen unvollendeten Finalsatz seiner 9. Sinfonie). Nach Bruckner wandte sich der Dirigent Wilhelm Furtwängler als Komponist dem Te Deum zu, das in seinem wuchtigen, feierlichen Ausdruck das Vorbild Bruckners noch zu überbieten zu suchen scheint. Weitere Komponisten der Romantik und des 20. Jahrhunderts waren außerdem Edward Elgar, Paul Müller-Zürich, Benjamin Britten, Josef Schelb, Krzysztof Penderecki und Arvo Pärt, die ein Te Deum schrieben.
Das populäre Kirchenlied von Ignaz Franz (1719–1790) Großer Gott, wir loben dich lehnt sich textlich an das Te Deum an und hat überkonfessionelle Bedeutung erlangt.
Siehe auch: Liste von Vertonungen des Te Deum.

## Ausgabe
- Guido Maria Dreves, Clemens Blume: Ein Jahrtausend Lateinischer Hymnendichtung. Band 1. Leipzig 1909, S. 359.